# Асканио Кондиви
Асканио Кондиви (на италиански: Ascanio Condivi) е италиански художник, скулптор, ученик и приятел на Микеланджело.
Той е предполагаем автор на ранна и относително благонадеждна биография на Микеланджело, издадена през 1553 г.

## Биография
Кондиви е роден през 1525 г. в Рипатрансоне, Марке, Италия в семейство на търговци. Посещава училище там от 1537 г. за период от 5 години. Премества се да живее в Рим около 1545 г., където среща възрастния Микеланджело и започва да посещава работилницата му.
По времето, когато Джорджо Вазари пише първото издание на книгата си „Животописи на най-значимите живописци, скулптури и архитекти“ (Le vite de più eccellenti architetti, pittori, et scultori, 1550), Кондиви решава да напише биография, посветена само на Микеланджело. През 1553 г. тя е издадена под името „Жизнеописание на Микеланджело“ (Vita di Michelagnolo [[[sic]]!] Buonarroti). Според историка Крейтън Гилбърт (Creighton Gilbert) Микеланджело практически диктува целия текст на Кондиви. Вазари използва „Жизнеописанието“ на Кондиви за пренаписване и поправки на разказа в собствената си книга за второто ѝ издание през 1568 г. В съществуващо издание на книгата на Кондиви близък познат на Микеланджело поправя част от фактите, което подобрява описанието на художника и показва трудностите, които Кондиви среща при разделянето на митовете от истината за Микеланджело.
През 1554 г. Кондиви се жени за племенницата на приятеля на Микеланджело Анибале Каро (Annibale Caro, 1507 – 1566). Възможно е Анибале да е истинският автор на „Жизнеописанието“ на Кондиви. Кондиви се връща към рисуването в дома си в Рипатрансоне през 1554 г. Според Йоханес Уайлд (Johannes Wilde) като художник Кондиви има „потресаваща степен на некомпетентност“, дори когато Микеланджело му помага. „Дева и дете със светци“ (по скица на Микеланджело) днес стои на показ в Каса Буонароти във Флоренция, а фреска е видима в църквата Сан Савио в Рипатрансоне.
„Жизнеописането“ на Кондиви оспорва биографията в първото издание на „Животописите“ на Вазари, включително арогантността и хомосексуалността на Микеланджело. Пропускът на обучението на Микеланджело при Доменико Гирландайо и контактът му с Донато Браманте е в духа на аурата на Микеланджело от XVI век, представян като завършен, самостоятелен гений.
Собственоръчно написано писмо на Кондиви показва значителна липса на художественост. Според Уайлд високото качество на „Жизнеописанието“ като литература предполага, че творбата е писана съвместно с Анибале Каро. Планувано издание на поезията на Микеланджело изглежда никога не е публикувано. В книгата си „Микеланджело“ от 1978 г. Уайлд пише, че Кондиви е „глупак“, който не би могъл да е съчинил „книга, четивна в такава висша степен“ без помощ.
Кондиви почива при злополука в родното си място на 10 декември 1574 г.